# Николай Зубов
Николай Николаевич Зубов (на руски: Никола́й Никола́евич Зу́бов) е руско-съветски военноморски офицер, инженер, контраадмирал, полярен изследовател, професор.

## Ранни години (1885 – 1910)
Роден е на 11 май 1885 година в Липкани, Бесарабия, Руска империя (днес в Северна Молдова), в семейството на Николай Тимофеевич Зубов – щабс-ротмистър от Астраханския драгунски полк, по-късно генерал-майор, и Людмила Ерастовна, дъщеря на подполковник.
През 1901 г. завършва гимназия в Санкт Петербург и постъпва в Морския кадетски корпус. През 1904 г. във връзка с избухналата Руско-японска война предсрочно завършва корпуса с чин мичман и през 1905 г. участва в Цушимското сражение, където е ранен. През 1907 г. постъпва, а през 1910 г. завършва хидрографския отдел на Военноморската академия.

## Военноморска кариера (1910 – 1923)
След получаването на диплом за хидрограф е назначен за командир на корабчето „Бакан“, с което през 1910 – 1912 г. извършва хидрографски изследвания в Баренцево море и мензулна снимка на залива Митюшиха (73°37′ с. ш. 54°30′ и. д. / 73.616667° с. ш. 54.5° и. д.) на западното крайбрежие на Нова Земя и долното течение на река Пеша.
През 1913 г. поради заболяване напуска флота, но на следващата година, след като оздравява, отново се връща и е назначен за командир на ескадрения миноносец „Послушний“. През 1914 г. участва в международни океанографски курсове, които се провеждат от Института по геофизика в Берген, Норвегия. От октомври 1914 до юли 1916 г. изпълнява длъжността флагмански щурмански офицер в щаба на началника на групата подводни лодки в Балтийско море. През декември 1915 г. е произведен в чин капитан 2-ри ранг. От юли 1916 до 29 септември същата година е флагмански щурмански офицер в щаба на командващия Балтийския флот, а след това е командир на ескадрения миноносец „Мощний“. След революцията от 1917 г. е мобилизиран в Бялата гвардия на адмирал Александър Колчак като подполковник.

## Военна и научна дейност (1923 – 1960)
През 1923 г. взима участие в работата на Плаващия морски научен институт (Плавморнин), а на следващата година е арестуван за участието му в белогвардейската армия и за четири години е заточен в градчето Чердин, Пермски край. През 1930 г. отново е арестуван и около година прекарва в Бутирския затвор, Москва.
След като отпадат всички обвинения срещу него, през 1931 г. става секретар на Съветския национален комитет за провеждане на Международната полярна година. През 1932 г. е назначен за ръководител на експедиция на кораба „Н. Книпович“, която за първи път успява да заобиколи от север архипелага Земя на Франц Йосиф.
През 1932 е създател и до 1941 г. е ръководител на Катедрата по океанология на Московския хидрометеорологичен институт. През 1933 г. публикува съчинението „Некоторые соображения о льдах Полярного бассейна“, в което разработва теорията за произхода на хладния промеждутъчен слой в атмосферата и описва вертикалната циркулация на водите в моретата на Северния ледовит океан. През 1934 г. на кораба „Персей“ ръководи научна експедиция в Гренландско и Баренцево море. Като отговорник за хидрографските изследвания и метеорологичните наблюдения участва в полярната експедиция на ледоразбивача „Садко“ през 1935 г., под командването на Георгий Ушаков. През 1937 г. става доктор на географските науки, без да защитава дисертация.
По време на Великата отечествена война (1941 – 1945) е началник на щаба на отряда от кораби-ледоразбивачи на Беломорската военна флотилия (1941 – пролет на 1943), вече като капитан 1-ви ранг е помощник-началник по научната част на Главното управление на Северните морски пътища (пролет на 1943 – 1944). От 1944 до 1948 г. е директор на Океанографския институт. През 1945 г. е произведен в звание инженер контраадмирал.
От 1949 до 1952 г. е професор в катедрата по хидрология в Географския факултет на Московския университет, а през 1953 г. основава катедрата по океанология в същия факултет.
Умира на 11 ноември 1960 година в Москва на 75-годишна възраст.

## Памет
Неговото име носят:
- океанографски кораб „Николай Зубов“ на хидрографската служба на ВМФ на Русия
- научноизследователски кораб „Професор Зубов“ на Арктическия и Антарктическия институт на Русия
- залив Зубов на брега на Антарктида
- нос Зубов (73°41′ с. ш. 55°05′ и. д. / 73.683333° с. ш. 55.083333° и. д.) на южния бряг на залива Митюшиха, на западното крайбрежие на Северния остров на Нова земя
- подводен връх Зубов в Тихия океан
- полуостров Зубов на брега на Карско море

## Съчинения
- „Морские воды и льды“, 1938
- „В центре Арктики“, 1945
- „Льды Арктики“, 1945
- „Отечественные мореплаватели-исследователи морей и океанов“, 1954